# 赫羅諾夫

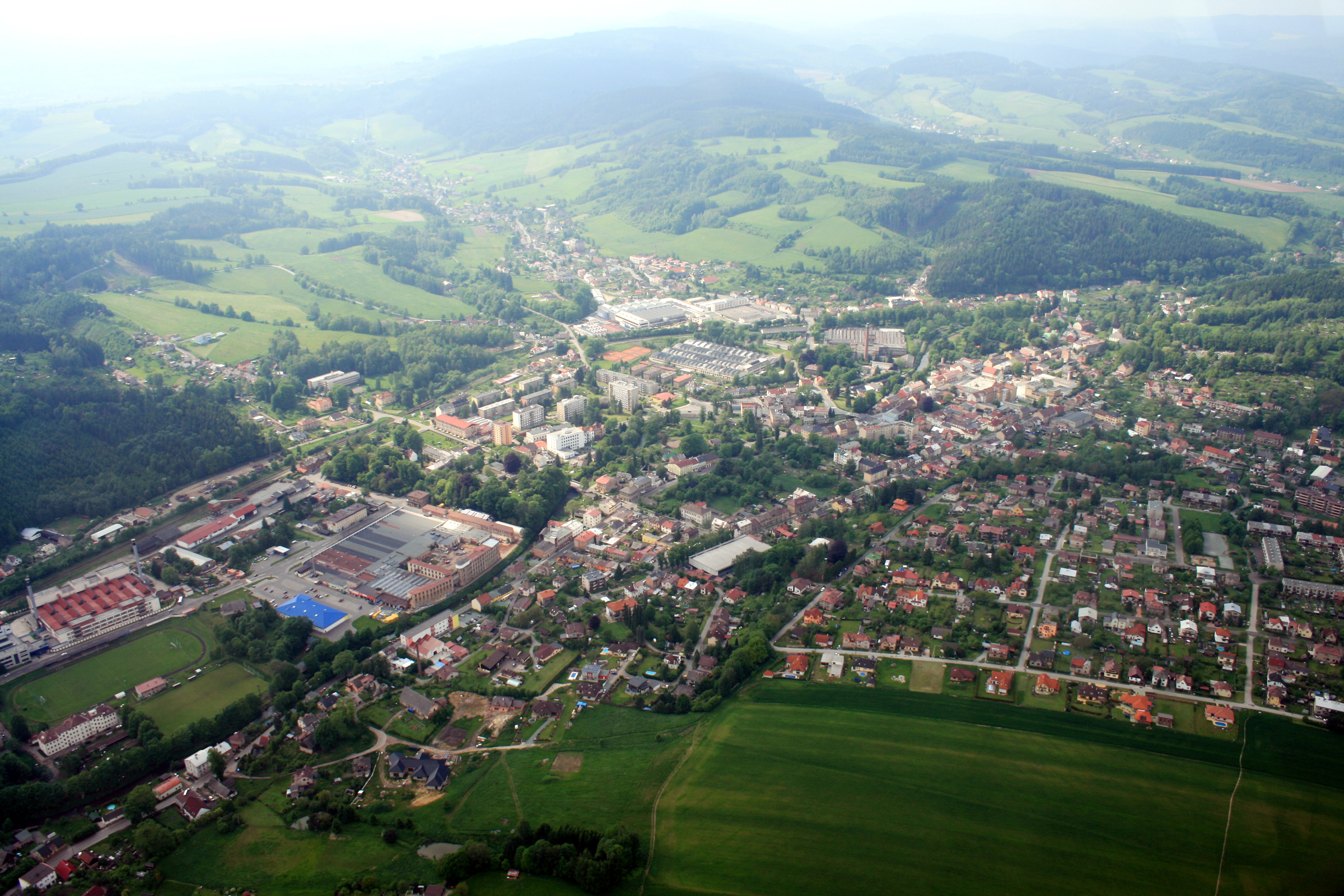

赫羅諾夫是捷克的城鎮，位於該國北部，毗鄰與波蘭接壤的邊境，由赫拉德茨-克拉洛韋州負責管轄，面積22.03平方公里，海拔高度364米，2012年人口6,328。

## 外部連結
- Hronov Municipal office official website （页面存档备份，存于） (cz)